# Andreï Babitski
Andreï Maratovitch Babitski (en russe : Андрей Маратович Бабицкий) est un journaliste russe né à Moscou le 26 septembre 1964 et mort le 1er avril 2022 à Donetsk. Babitski est correspondant de presse pour Radio Free Europe. Il s'est rendu célèbre en couvrant les guerres de Tchétchénie et pour son arrestation par les autorités russes.

## Biographie
Diplômé de la Faculté des lettres de l'université d'État de Moscou, Andreï Babitski travaille en 1987-1989 dans le journal dissident soviétique Glasnost. En 1989-2014, il est correspondant de Radio Free Europe et couvre les « points chauds » de l'espace post-soviétique, notamment les deux guerres en Tchétchénie.
En 2000, il était familier de la région au point d'avoir de bonnes relations avec les combattants tchétchènes. Il parvient ainsi à interviewer l'un des chefs de la guérilla, Chamil Bassaïev.
Andreï Babitski a un dernier contact avec ses collègues le 15 janvier 2000 puis disparaît. Les autorités russes démentent, dans un premier temps, avoir arrêté Babitski puis, le 28 janvier, admettent l'avoir arrêté le 23. Le parquet russe l'accuse d'« avoir enfreint les règles de conduite des journalistes dans la zone de l'opération anti-terroriste ». Babitski est officiellement échangé comme prisonnier de guerre contre deux soldats russes, ce qui s'avérera n'être qu'un simulacre. Il finit ensuite par être libéré et part s'installer à Prague, où se trouve le siège de Radio Free Europe.
Il rapportera cette expérience dans son ouvrage Un témoin indésirable (trad. Galia Ackerman et Pierre Lorrain, Paris, Robert Laffont, 2002).
En 2014, Andreï Babitski est licencié de Radio Free Europe pour ses positions pro-russes lors de la crise ukrainienne,, notamment pour son approbation de l'annexion de la Crimée par la Russie.
En 2015, il déménage à Donetsk, « une des plus belles villes de Russie », d'après lui, et y crée un site Internet pour discuter de l'actualité dans l'est de l'Ukraine.
Andreï Babitski estime en 2017 que le système de gouvernement idéal pour la Russie est la monarchie, car le pouvoir d'un monarque « provient de Dieu » et cherche à rendre la vie de ses sujets « non pas plus confortable mais plus pure et spirituelle ». En ce sens, il estime que la politique de Vladimir Poutine se rapproche beaucoup de cet idéal monarchique car en contiguïté spirituelle avec le peuple russe et non pas animée par l'égoïsme et le calcul, comme les Occidentaux. En 2004, Babitski déplorait pourtant la dérive autoritaire de Poutine et lui prédisait un jugement sévère de la postérité : « Il faut avoir pitié de Vladimir Poutine, il ne laissera pas un bon souvenir dans l'histoire. Franchement, le destin de cet homme est assez triste ».
Le 1er avril 2022, il décède d'une insuffisance cardiaque dans sa maison de Donetsk.
Inhumé au cimetière Khovanskoïe.